# 皮特肯島

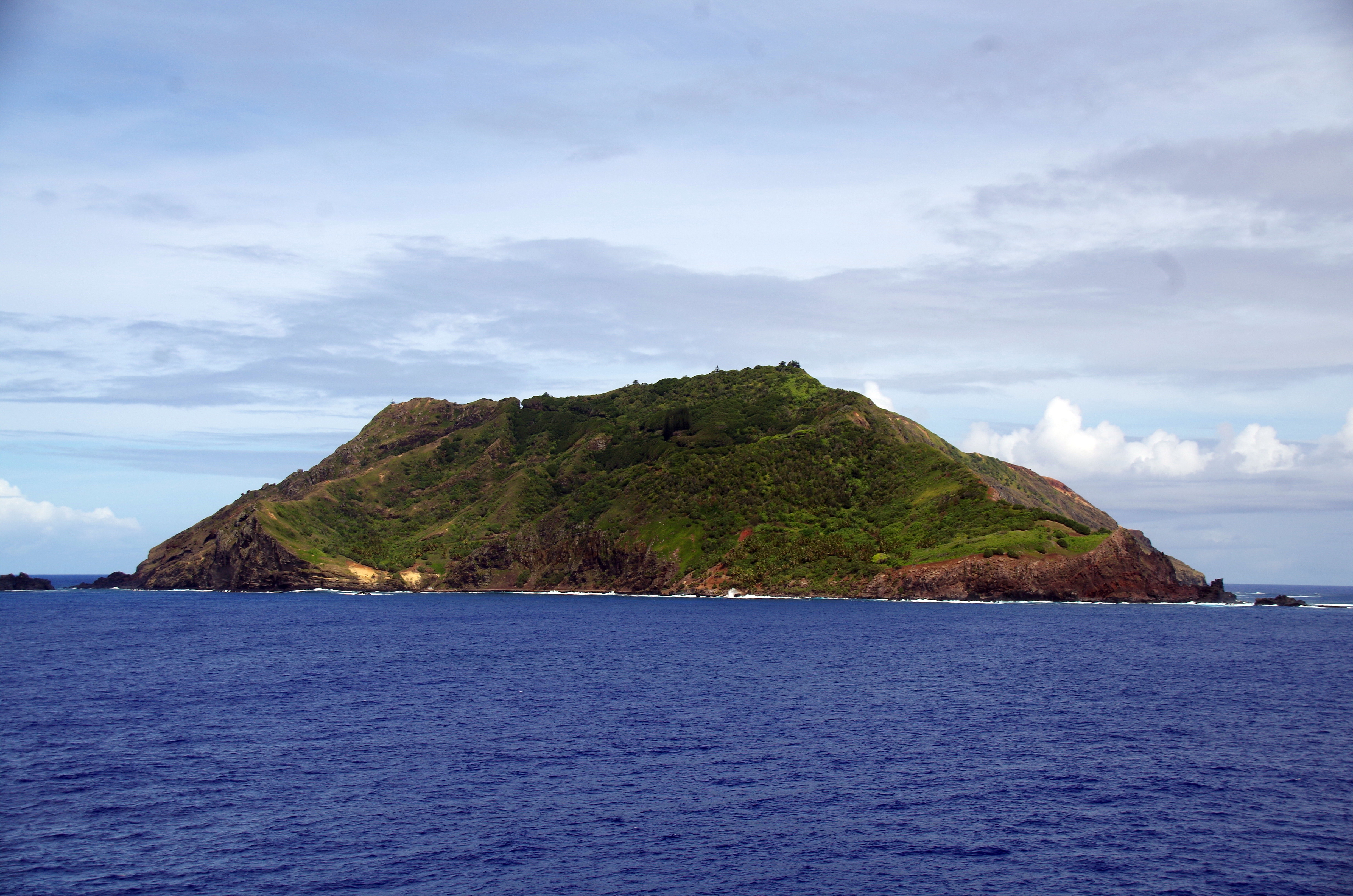
皮特凯恩岛

皮特肯島（Pitcairn Island）是南太平洋的一個島嶼，位於波利尼西亞東南部，屬於英國海外領地皮特肯群島的一部分。面積為4.6平方公里，最高点海拔347米，2018年人口50，人口密度每平方公里11人。